# Gasteracantha gambeyi
Gasteracantha gambeyi là một loài nhện trong họ Araneidae.
Loài này thuộc chi Gasteracantha. Gasteracantha gambeyi được Eugène Simon miêu tả năm 1877.